# Vela nos Jogos Olímpicos de Verão de 1964 - Dragon
As provas da classe Dragon da vela nos Jogos Olímpicos de Verão de 1964 ocorreram entre 12 e 23 de outubro daquele ano na Baía de Sagami, na prefeitura de Kanagawa, no Japão. O programa compunha sete regatas. Para esta classe, houve 70 velejadores de 23 nações inscritas.

## Medalhistas
O trio dinamarquês Ole Berntsen, Christian von Bülow e Ole Poulsen finalizou a competição em primeiro lugar e conquistou a medalha de ouro. A prata firmou-se com os alemães Peter Ahrendt, Wilfried Lorenz e Ulrich Mense. Por fim, a medalha de bronze ficou com Lowell North, Richard Deaver e Charles Rogers, dos Estados Unidos.
|  | DEN Dinamarca                                |  | EUA Equipe Alemã Unida                     |  | USA Estados Unidos                         |
|  | Ole Berntsen Christian von Bülow Ole Poulsen |  | Peter Ahrendt Wilfried Lorenz Ulrich Mense |  | Lowell North Richard Deaver Charles Rogers |

## Resultados
Estes foram os resultados da competição:
| Pos.              | Tripulação                                                     | Embarcação     | Código | Regata I | Regata I | Regata II | Regata II | Regata III | Regata III | Regata IV | Regata IV | Regata V | Regata V | Regata VI | Regata VI | Regata VII | Regata VII | Total de pontos | Total -1 |
| Pos.              | Tripulação                                                     | Embarcação     | Código | Pos.     | Pts.     | Pos.      | Pts.      | Pos.       | Pts.       | Pos.      | Pts.      | Pos.     | Pts.     | Pos.      | Pts.      | Pos.       | Pts.       | Total de pontos | Total -1 |
| ----------------- | -------------------------------------------------------------- | -------------- | ------ | -------- | -------- | --------- | --------- | ---------- | ---------- | --------- | --------- | -------- | -------- | --------- | --------- | ---------- | ---------- | --------------- | -------- |
| Medalha de ouro   | DEN Ole Berntsen Christian von Bülow Ole Poulsen               | White Lady     | D 166  | 1        | 1463     | 16        | 259       | 4          | 861        | 10        | 463       | 3        | 986      | 1         | 1463      | 7          | 618        | 6113            | 5854     |
| Medalha de prata  | EUA Peter Ahrendt Wilfried Lorenz Ulrich Mense                 | Mutafo         | GO 37  | 8        | 560      | 10        | 463       | 7          | 618        | 1         | 1463      | 2        | 1162     | 4         | 861       | 2          | 1162       | 6289            | 5826     |
| Medalha de bronze | USA Lowell North Richard Deaver Charles Rogers                 | Aphrodite      | US 219 | 3        | 986      | 5         | 764       | 1          | 1463       | 3         | 986       | 8        | 560      | 5         | 764       | 8          | 560        | 6083            | 5523     |
| 4                 | GBR Edwin Parry Jeremy Harris Peter Reade                      | Andromeda      | K 381  | 5        | 764      | 1         | 1463      | 9          | 508        | 2         | 1162      | 9        | 508      | 6         | 685       | 18         | 207        | 5297            | 5090     |
| 5                 | BER Kirk Cooper Penny Simmons Conrad Soares                    | Oleander XII   | KB 2   | 19       | 184      | 8         | 560       | 5          | 764        | 6         | 685       | 1        | 1463     | 2         | 1162      | 11         | 421        | 5239            | 5055     |
| 6                 | ITA Sergio Sorrentino Sergio Furlan Annibale Pelaschiar        | Argeste        | I 21   | 2        | 1162     | 11        | 421       | 3          | 986        | 13        | 349       | 6        | 685      | 7         | 618       | 5          | 764        | 4985            | 4636     |
| 7                 | BAH Godfrey Kelly Basil Kelly Robert Eardley                   | Guanahani      | BA 1   | 16       | 259      | 13        | 349       | 13         | 349        | 4         | 861       | 5        | 764      | 9         | 508       | 1          | 1463       | 4553            | 4294     |
| 8                 | GRE Odysseus Eskitzoglou Georgios Zaimis Thimistokles Magoulas | Proteus II     | GR 18  | 13       | 349      | 2         | 1162      | 10         | 463        | 9         | 508       | 12       | 384      | 3         | 986       | 6          | 685        | 4537            | 4188     |
| 9                 | URS Yury Shavrin Valery Nikulin Lev Alekseyev                  | Olen           | SR 1   | 6        | 685      | 9         | 508       | 2          | 1162       | 8         | 560       | 7        | 618      | 10        | 463       | 12         | 384        | 4380            | 3996     |
| 10                | ARG Jorge Salas Chávez Jorge del Río Sálas Rodolfo Rivademar   | Tango          | A 34   | 7        | 618      | 3         | 986       | 18         | 207        | 12        | 384       | 15       | 287      | 11        | 421       | 3          | 986        | 3889            | 3682     |
| 11                | CAN Ed Botterell Lynn Watters John MacBrien                    | Serendipity    | KC 101 | 4        | 861      | 4         | 861       | 11         | 421        | 7         | 618       | 13       | 349      | 14        | 317       | 13         | 349        | 3776            | 3459     |
| 12                | AUS Graham Drane Ian Quartermain John Coon                     | Cambria        | KA 90  | 9        | 508      | 12        | 384       | 6          | 685        | DNF       | 101       | 11       | 421      | 12        | 384       | 4          | 861        | 3344            | 3243     |
| 13                | NED Wim van Duyl Henny Scholtz Jan Jongkind Dick Wayboer       | Barco Deloro   | H 191  | 12       | 384      | 21        | 141       | 8          | 560        | 5         | 764       | 4        | 861      | DNF       | 101       | 9          | 508        | 3319            | 3218     |
| 14                | SWE Bo Kaiser Arne Settergren Styrbjörn Holm                   | Kuling         | S 210  | 14       | 317      | 6         | 685       | 16         | 259        | 18        | 207       | 10       | 463      | 8         | 560       | 14         | 317        | 2808            | 2601     |
| 15                | NOR Morits Skaugen Knut Bengtson Egil Normann Ly               | Monica         | N 236  | 11       | 421      | 14        | 317       | 12         | 384        | 11        | 421       | 14       | 317      | 18        | 207       | 19         | 184        | 2251            | 2067     |
| 16                | POR Joaquim Basto Eduardo de Queiroz Carlos Ferreira           | Grifo IV       | P 20   | 10       | 463      | 19        | 184       | 14         | 317        | 16        | 259       | DNF      | 101      | 13        | 349       | 17         | 232        | 1905            | 1804     |
| 17                | JPN Saburo Tanamachi Tadashi Funaoka Teruyuki Horie            | Miss Nippon V  | J 15   | 17       | 232      | 18        | 207       | 17         | 232        | 14        | 317       | 16       | 259      | 16        | 259       | 10         | 463        | 1969            | 1762     |
| 18                | MEX Mauricio de la Lama Eduardo Prieto Juan Frias              | Acipactli      | MX 1   | DNF      | 101      | 7         | 618       | 15         | 287        | 17        | 232       | DNF      | 101      | 17        | 232       | 20         | 162        | 1733            | 1632     |
| 19                | HKG John Park William Turnbull Paul Cooper                     | Phoenix        | KH 1   | 15       | 287      | 17        | 232       | 19         | 184        | 19        | 184       | DNF      | 101      | 15        | 287       | 15         | 287        | 1562            | 1461     |
| 20                | IRL Eddie Kelliher Rob D'Alton Harry Maguire                   | Akatonbo       | IR 2   | 18       | 207      | 20        | 162       | DNF        | 101        | 15        | 287       | 17       | 232      | 19        | 184       | 16         | 259        | 1432            | 1331     |
| 21                | PHI Fausto Preysler Jesus Maria Villarreal Feliciano Juntareal | Kalayaan       | PH 1   | 21       | 141      | 15        | 287       | DNF        | 101        | 21        | 141       | 19       | 184      | 20        | 162       | 21         | 141        | 1157            | 1056     |
| 22                | THA Prinz Bira Bhanubanda Arunee Bhanubandh Prateep Areerob    | Linglom        | TH 4   | 20       | 162      | 22        | 120       | 20         | 162        | 22        | 120       | 20       | 162      | 22        | 120       | 22         | 120        | 966             | 846      |
| 23                | JAM Barton Kirkconnell Earl Taylor Steven Henriques            | Miss Nippon IV | KJ 4   | 22       | 120      | 23        | 101       | DNF        | 101        | 20        | 162       | 18       | 207      | 21        | 141       | DSQ        | 0          | 832             | 832      |

### Classificação diária

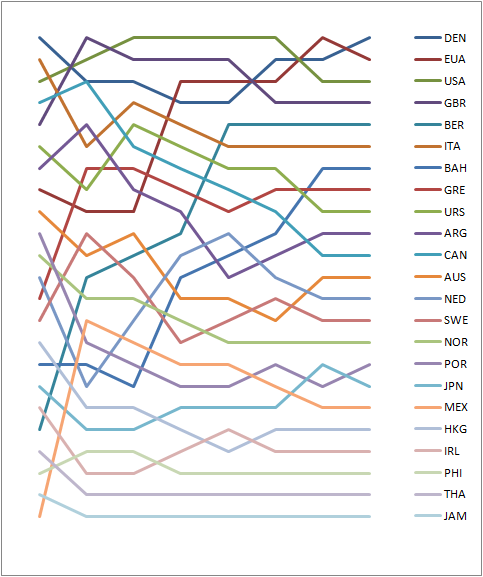
Gráfico mostrando a classificação diária na classe.